# Clement Talbot
Clement Talbot Ltd war ein britischer Automobilhersteller, der von 1903 bis 1938 tätig war.

## Die Aufbauphase (1903 bis 1919)
Eine in England gegründete Gesellschaft, deren Hauptbeteiligter Charles Chetwynd-Talbot, 20. Earl of Shrewsbury, 5. Earl Talbot (1860–1921) war, importierte ab 1903 französische Autos der Marke Clément, die unter diesem Namen bis 1903 hergestellt wurden und in England zunächst unter dem Namen Clement-Talbot auf den Markt kamen. 1904 begann die Montage von eigenen Automobilen mit Bauteilen, die Clément lieferte – jetzt unter dem Namen Établissements Clément-Bayard. Ab November 1904 lautete der Markenname Talbot. 1906 wurde der erste ausschließlich in England hergestellte Talbot angeboten. 1909 wurde der Radrennfahrer Frank Shorland Vorsitzender und Generaldirektor.

## Übernahme durch Darracq (1919)
Darracq übernahm 1919 das Unternehmen und verwendete ein Jahr lang den Markennamen Talbot-Darracq für Personenwagen, die in Frankreich produziert wurden. Für Rennwagen aus den Produktionsstätten beider Länder wurde dieser Markenname noch bis etwa 1930 verwendet. Der Markenname der britischen Personenwagen lautete weiterhin Talbot.

## Die Sunbeam-Talbot-Darracq-Phase (1920 bis 1935)
1920 kaufte Darracq außerdem die Marke Sunbeam und gründete die Gruppe STD (Sunbeam-Talbot-Darracq). Die Markennamen der britischen Fahrzeuge blieb unverändert Talbot und Sunbeam. Zwischen 1920 und 1927 wurden Autos mit sehr unterschiedlicher Motorisierung gebaut: Im Angebot standen Vierzylindermodelle mit 1,6 und 2,1 Liter Hubraum. 1927 ergänzten drei Motorvarianten eines Sechszylinders mit einem Hubraum von 2,8 bis 3 Liter das Angebot.

## Die Rootes-Phase (1935 bis 1953)
Als die STD-Gruppe 1935 zahlungsunfähig wurde, übernahm die Rootes-Gruppe den englischen Unternehmensteil. Die englische Marke Talbot wurde 1938 eingestellt, Rootes nutzte jedoch die Marke Sunbeam-Talbot bis 1953.

## Britische Talbot-Modelle
| Modell   | Bauzeitraum | Zylinder | Hubraum cm³ | Radstand mm |
| -------- | ----------- | -------- | ----------- | ----------- |
| 6 hp     | 1904        | 1        |             |             |
| 11 hp    | 1904        | 2 Reihe  | 1526        |             |
| 14 hp    | 1904        | 4 Reihe  | 2413        |             |
| 20 hp    | 1904        | 4 Reihe  | 3052        |             |
| 7 hp     | 1905        | 2 Reihe  | 1005        | 1778        |
| 10/12 hp | 1905–1908   | 2 Reihe  | 1885        | 2362–2781   |
| 12/16 hp | 1905–1907   | 4 Reihe  | 2724        | 2235–2591   |
| 20/24 hp | 1905–1907   | 4 Reihe  | 3770        | 2337–2781   |
| 24/30 hp | 1905–1907   | 4 Reihe  | 4398        | 2896        |
| 35/40 hp | 1905–1911   | 4 Reihe  | 4398–6335   | 2997–3175   |
| 8/10 hp  | 1906–1908   | 2 Reihe  | 1248        | 2007–2438   |
| 10/16 hp | 1907–1908   | 4 Reihe  | 1590        |             |
| 15 hp    | 1907–1908   | 4 Reihe  | 2978        | 2489–2946   |
| 50/60 hp | 1907–1908   | 4 Reihe  | 9240        | 3251        |
| 9/11 hp  | 1908        | 2 Reihe  |             |             |
| 12 hp    | 1908–1915   | 4 Reihe  | 2409        | 2845        |
| 25 hp    | 1908–1909   | 4 Reihe  | 4562        | 2972        |
| 35 hp    | 1908–1910   | 4 Reihe  | 5429        | 2997        |
| 20/40 hp | 1910–1914   | 6 Reihe  | 3614        | 3048–3353   |
| 25 hp    | 1910–1913   | 4 Reihe  | 4576        | 3048        |
| 15 hp    | 1911–1913   | 4 Reihe  | 3563        | 2946        |
| 35 hp    | 1911        | 4 Reihe  | 6082        | 2997        |
| 15/20 hp | 1914–1915   | 4 Reihe  | 2610        | 2845–3073   |
| 20/30 hp | 1914–1915   | 4 Reihe  | 3563        | 3226        |
| 25/50 hp | 1914–1922   | 4 Reihe  | 4447        | 3226–3378   |
| 25/50 hp | 1915        | 6 Reihe  | 3912        | 3531        |
| 14 hp    | 1921        | 4 Reihe  | 1955        | 2997        |
| 16 hp    | 1921        | 4 Reihe  | 2514        | 3073        |
| 36 hp    | 1921        | 6 Reihe  | 3922        | 3531        |
| 12/30 hp | 1922–1924   | 6 Reihe  | 1454        | 3048        |
| 8/18 hp  | 1922–1926   | 4 Reihe  | 970         | 2464        |
| 10/23 hp | 1923–1926   | 4 Reihe  | 1074        | 2858–3048   |
| 12/30 hp | 1924        | 6 Reihe  | 1612        | 3175        |
| 16/50 hp | 1924–1925   | 6 Reihe  | 2540        | 3289        |
| 18/55 hp | 1925        | 6 Reihe  | 2540        | 3277        |
| 14/45 hp | 1926–1935   | 6 Reihe  | 1666        | 2819–3061   |
| 20/60 hp | 1926–1928   | 6 Reihe  | 2916        | 3277–3448   |
| 18/70 hp | 1930        | 6 Reihe  | 2276        | 3048        |
| 90 hp    | 1930–1937   | 6 Reihe  | 2276        | 2896–3061   |
| 75 hp    | 1931–1937   | 6 Reihe  | 2276        | 2896        |
| 105 hp   | 1931–1937   | 6 Reihe  | 2969        | 2896        |
| 95 hp    | 1933–1936   | 6 Reihe  | 2969        | 3061        |
| 110 hp   | 1935–1937   | 6 Reihe  | 3378        | 3061        |
| 8        | 1936        | 8 Reihe  | 4504        | 3150        |
| 10 hp    | 1936–1939   | 4 Reihe  | 1185        | 2362        |
| 3 litre  | 1937–1938   | 6 Reihe  | 3181        | 2997        |